# Сарису (озеро)
Сарису (азерб. Sarısu — в перекладі «жовте озеро») — найбільше озеро в Азербайджані, знаходиться в Імішлінському і Сабірабадському районах.
Озеро простяглося вздовж річки Кура з Імішлінського району на південний схід у Сабірабадський район. Його площа становить близько 65,7 км2, найбільша довжина — 22 км, найбільша ширина — 3 км, глибина до 6 м Об'єм води — 0,06 км³.[джерело не вказане 1808 днів] Це одне з чотирьох озер у цьому регіоні і найбільше в країні. Вода в озері прісна. Сарису живиться з протоки, що йде з озера Аггьол, підземних вод і опадів. Відтік з озера здійснюється в річку Кура. Відтік у Куру регулюється водоскидальною станцією в Мурадбейлі.
Озеро відокремлене від житлових районів на півночі шосе, яке захищає його від можливого забруднення. У південній частині озеро раніше було забруднене підтоварною водою внаслідок наземного видобутку нафти.
Берегова лінія Сарису переважно складається з водно-болотних угідь і боліт. Збільшення об'єму води переважно спостерігається у весняний та осінній період. Під час зимового сезону замерзає в середньому на 11 днів. Мінералізація води в Сарису висока.
Озеро багате коропом і воблою. Важливе як місце зимівлі перелітних птахів. Сприятливі умови на озері залучають у зимовий період 300—350 тисяч перелітних птахів.
Сарису використовується для рибальства і, частково, для іригації.